# Radwane Tarhouni
Radwane Tarhouni (arab. رضوان الطرهوني; ur. 5 lipca 1999) – tunezyjski zapaśnik walczący w stylu klasycznym. 
Brązowy medalista igrzysk afrykańskich w 2023. Zdobył sześć medali mistrzostw Afryki w latach 2019 - 2025. Czwarty na igrzyskach panarabskich w 2023. Wicemistrz arabski w 2024. Srebrny medalista mistrzostw śródziemnomorskich w 2018. Wicemistrz Afryki juniorów w 2017, 2018 i 2019 roku.